# 1016년

## 연호
- 북송(北宋) 대중상부(大中祥符) 9년
- 요(遼) 개태(開泰) 5년
- 일본(日本) 조와(長和) 5년
- 리 왕조(李朝) 투언티엔(順天) 7년

## 기년
- 북송(北宋) 진종(眞宗) 19년
- 요(遼) 성종(聖宗) 35년
- 고려(高麗) 현종(顯宗) 7년
- 리 왕조(李朝) 태조(太祖) 7년

## 사건
- 양규와 김숙흥 전사

## 탄생
- 6월 9일 - 고려의 제9대 국왕 덕종. (~1034년)
- 10월 28일 - 신성 로마의 제국 황제 하인리히 3세. (~1056년)